# Helicopsyche paralimnella
Helicopsyche paralimnella là một loài Trichoptera trong họ Helicopsychidae. Chúng phân bố ở miền Tân bắc.